# Brookville (Ohio)
Brookville es una ciudad ubicada en el condado de Montgomery en el estado estadounidense de Ohio. En el Censo de 2010 tenía una población de 5884 habitantes y una densidad poblacional de 594,41 personas por km².

## Geografía
Brookville se encuentra ubicada en las coordenadas 39°50′21″N 84°25′3″O / 39.83917, -84.41750. Según la Oficina del Censo de los Estados Unidos, Brookville tiene una superficie total de 9.9 km², de la cual 9.9 km² corresponden a tierra firme y (0%) 0 km² es agua.

## Demografía
Según el censo de 2010, había 5884 personas residiendo en Brookville. La densidad de población era de 594,41 hab./km². De los 5884 habitantes, Brookville estaba compuesto por el 97.57% blancos, el 0.41% eran afroamericanos, el 0.14% eran amerindios, el 0.93% eran asiáticos, el 0% eran isleños del Pacífico, el 0.29% eran de otras razas y el 0.66% pertenecían a dos o más razas. Del total de la población el 0.66% eran hispanos o latinos de cualquier raza.